# UFC Fight Night: Silva vs. Bisping
UFC Fight Night: Silva vs. Bisping foi evento de artes marciais mistas promovido pelo Ultimate Fighting Championship, que ocorreu em 27 de fevereiro de 2016 na O2 Arena em Londres, Inglaterra.

## Background
Foi o oitavo evento da organização a acontecer em Londres, e o segundo a acontecer na O2 Arena. O evento teve como luta principal o confronto entre o ex-campeão Anderson Silva e Michael Bisping pela categoria Peso Médio do UFC.

## Bônus da Noite
- Luta da Noite:  Anderson Silva vs.   Michael Bisping
- Performance da Noite:  Scott Askham e  Teemu Packalén